# جان بيار روبرت
جان بيار روبرت (بالفرنسية: Jean-Pierre Robert)‏ هو عازف الباس المزدوج فرنسي، ولد في 22 ديسمبر 1956 في تور في فرنسا.

## وصلات خارجية
- الموقع الرسمي
- جان بيار روبرت على موقع ميوزك برينز (الإنجليزية)